# Museu do Brincar
O Museu do Brincar, está instalado desde 17 de Abril de 2012 no Palacete Visconde de Valdemouro, (antigo edifício dos paços do concelho) em Vagos, Portugal.
Anteriormente tinha acomodado diversos serviços municipais, nomeadamente a Câmara.
O edifício de feições árabes, como seu nome indica pertenceu ao Visconde de Valdemouro, lisboeta de nascimento mas radicado em Vagos, e que foi comprado pela autarquia em 1925.
O seu acervo abarca por várias áreas da infância, que passam por brinquedos de produção nacional (lata, madeira e plástico) e outros objectos ligados ao mundo da criança (vestuário, material escolar, literatura infantil, colecionismo, fantoches, etc). Conta já com um extenso espólio que ronda a cerca de 15.000 objectos.
O museu foi inaugurado em abril de 2012. 
O museu compreende vário espaços como o “Castelo da Fantasia”, a “Floresta”, o “Atelier de Expressão Plástica”, a “Casinha da Árvore”, a “Casa das Bonecas” (onde existe um quarto vitoriano, em miniatura) e a biblioteca, esta, com túneis e alçapões.